# Ordstamme
Ordstammen er i grammatik betegnelsen for den del af et ord, der bærer den leksikalske betydning. Til ordstammen kan for bøjede ords vedkommende (fx substantiver, verber) tilføjes bøjningsendelser (fleksiver) eller afledningsendelser.

## Eksempler på ordstammer

### Substantiv
et hus; stamme: hus; bøjningsformer med bøjningsendelser: hus-et, hus-e, hus-ene, hus-ets, hus-enes etc.
Ex.: Husets tag var blæst væk. Hus-et-s: stamme + fleksiv for bestemt form + fleksiv for ejefald (genitiv)

### Verbum
at huse; stamme: hus; imperativ: hus; infinitiv: hus-e; præsens aktiv: hus-er; præsens passiv: hus-es etc.
Ex.: Kroen husede os de næste dage. Hus-ede: stamme + præteritum-endelse